# Торпедний катер № 112 (Імперський флот)
Торпедний катер № 112 (Імперський флот) — корабель ВМС Нідерландів, а потім Імперського флоту Японії, який узяв участь у Другій світовій війні.
Корабель спорудили як TM-5 в 1940 році на належній нідерландському ВМФ верфі у Сурабаї. Він належав до типу TM-4 та міг нести дві 450-мм торпеди.
Під час вторгнення японців до Південно-Східної Азії корабель був захоплений ними та перейменований на Торпедний катер № 112.
2 серпня 1943-го корабель перебував біля новогвінейського Лае (у глибині затоки Хуон, що розділяє півострови Хуон та Папуа), де був виявлений та потоплений літаками B-25 та P-38 американської армійської авіації.